# Kadirappanaiakanakote, Chintamani
Kadirappanaiakanakote là một làng thuộc tehsil Chintamani, huyện Chikkaballapur, bang Karnataka, Ấn Độ.